# Kim tự tháp Khafre
Kim tự tháp Khafre, là kim tự tháp lớn thứ hai trong quần thể kim tự tháp tại Giza. Đây là nơi chôn cất của Khafre, vị pharaon thứ 4 thuộc Vương triều thứ Tư trong lịch sử Ai Cập.

## Tổng quan
Kim tự tháp Khafre có chiều dài hơn 215 mét và cao khoảng 136 mét. Nó được xây từ những khối gạch bằng đá vôi nặng hơn 2 tấn mỗi khối. Độ dốc của kim tự tháp này là 53° 13', dốc hơn một ít so với hàng xóm của nó, Kim tự tháp Kheops với độ dốc là 51° 50' 24". Kim tự tháp Khafre nằm trên móng đá cao 10 mét, vì thế nó có vẻ cao hơn Kim tự tháp Kheops.

## Lịch sử

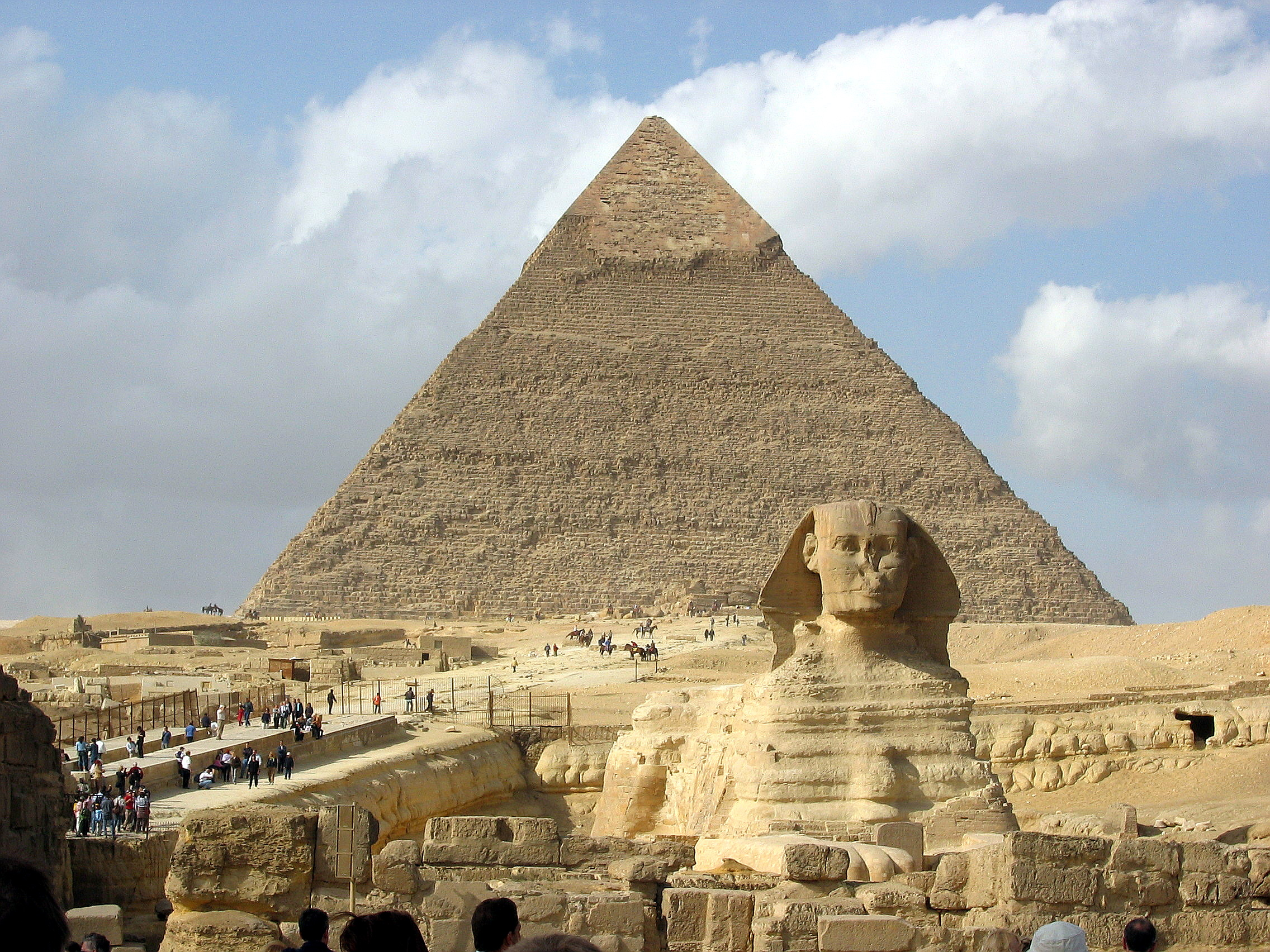
Kim tự tháp Khafre và tượng Nhân sư

Kim tự tháp Khafre đã bị trộm viếng vào thời kỳ Chuyển tiếp thứ Nhất. Dưới thời của Ramesses II, các quan giám sát việc xây dựng đã lấy những viên gạch tại đây để xây một đền thờ tại Heliopolis theo lệnh của nhà vua. Sử gia người Ả Rập Ibn Abd al-Salam ghi nhận rằng, kim tự tháp này đã được mở cửa vào năm 1372 SCN.
Nhiều viên gạch cũng đã bị trộm lấy đi, nhưng lại không rõ thời gian nào. Tuy nhiên, chúng có lẽ vẫn còn nguyên vẹn vào năm 1646, khi Giáo sư John Greaves đến từ trường đại học Oxford nhận xét ngôi mộ này như sau: "Những viên đá của nó không lớn bằng của kim tự tháp Khufu, bề mặt nhẵn mịn và thậm chí là không có sự chênh lệch giữa các viên gạch, ngoại trừ bề mặt phía nam".
Ngôi mộ được khám phá lần đầu tiên vào năm 1818 bởi Giovanni Belzoni, khi lối vào phía bắc được phát hiện. Tuy nhiên, đáng thất vọng, buồng mộ trống rỗng và không có một xác ướp nào, ngoại trừ cỗ quan tài bằng đá với cái nắp bị vỡ trên sàn.
Cuộc thăm dò chính thức đầu tiên được tiến hành bởi John Perring vào năm 1837. Năm 1853, Auguste Mariette khai quật đền thờ thung lũng của Khafre gần tượng Nhân sư lớn; 7 năm sau ông tìm được bức tượng bằng đá diorit được chôn ngay tại đây.

## Xây dựng

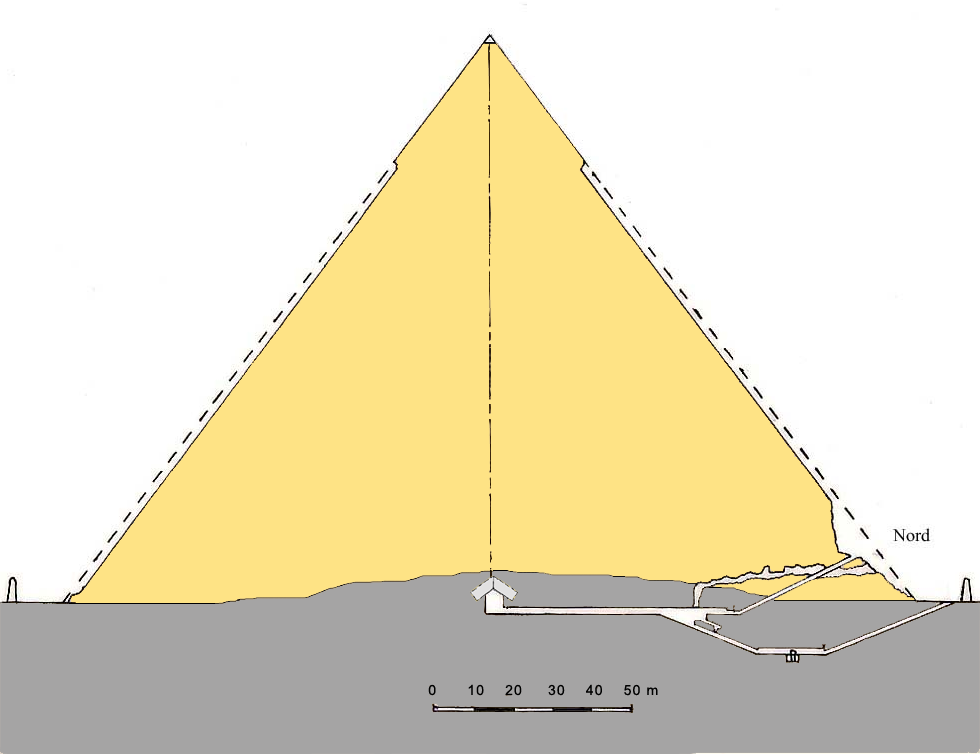
Bên trong kim tự tháp

Kim tự tháp được xây theo hàng ngang của từng lớp gạch. Do độ dốc của cao nguyên Giza, góc tây bắc của kim tự tháp bị cắt đi 10 mét gạch và được nâng lên ở góc đông nam.
Những viên gạch ở phần dưới kim tự tháp rất lớn, nhưng càng lên đến đỉnh thì độ dày càng nhỏ lại. Nửa phần dưới của kim tự tháp nhìn khá là thô nhám nhưng lại trở nên nhẵn nhụi ở phần giữa. Góc tây bắc được tạo dựng thành các bậc thang. Tuy nhiên, lớp đá phủ trên đỉnh của kim tự tháp lại không có.
Phần đáy kim tự tháp làm bằng đá granite hồng nhưng những phần còn lại thì làm bằng đá vôi. Một cuộc kiểm tra gần đây cho thấy góc của các lớp đá không thật sự trùng khớp, chênh nhau vài mm. Có thể là động đất đã gây ra sự chênh lệch này.

## Bên trong
Có hai lối vào dẫn đến phòng chôn cất chính. Một hành lang nằm dưới đáy kim tháp và một nằm ở độ cao hơn 11 mét tính từ mặt đáy. Những lối đi này không thẳng hàng với đường trung tâm của kim tự tháp. Có một phòng phụ bằng với chiều dài của nơi đặt quan tài của vua Khufu, nằm ở phía tây hành lang dưới đất. Không rõ công dụng của căn phòng này là gì, có thể là nơi chứa đồ cúng tế của Khafre.

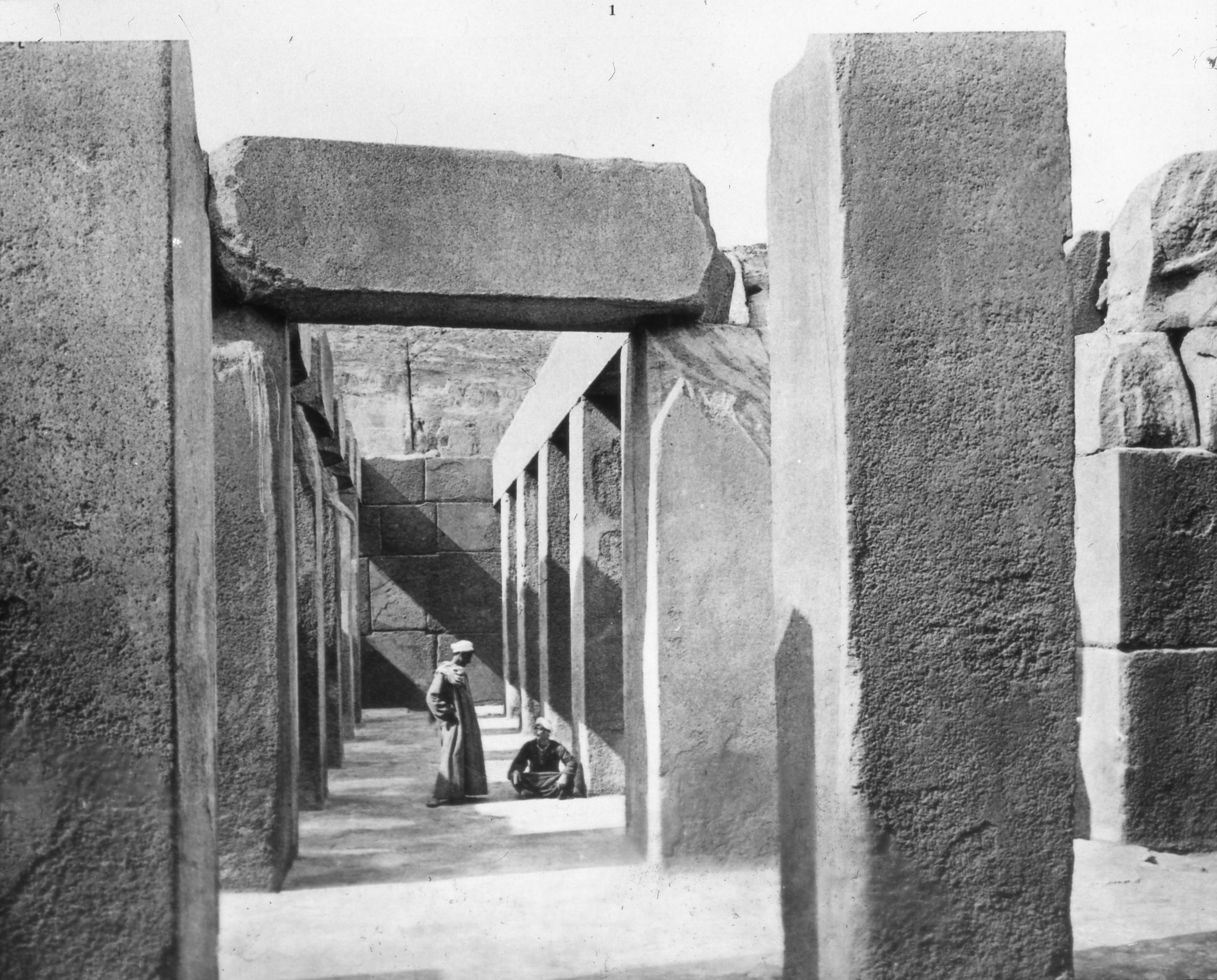
Hàng cột đá trong đền thờ của Khafre

Ở phòng chính, trần nhà được xây bằng đá vôi. Phòng hình chữ nhật, diện tích 14,15 m x 5 m. Quách của Khafre bằng granite và đặt cố định ngay giữa phòng. Belzoni cũng phát hiện một vài mẩu xương của động vật, có thể là một con bò đực. Bên cạnh đó là một cái hố, có thể là nơi chứa rương đựng những bình nội tạng của nhà vua.

## Phức hợp kim tự tháp

### Kim tự tháp vệ tinh
Ở phía nam của kim tự tháp chính là một kim tự tháp con, gọi là kim tự tháp vệ tinh. Nó cũng có 2 hành lang ngầm dẫn lên một căn phòng, trong đó chỉ toàn là những vật dụng phục vụ cho việc mai táng Khafre.

### Đền thờ

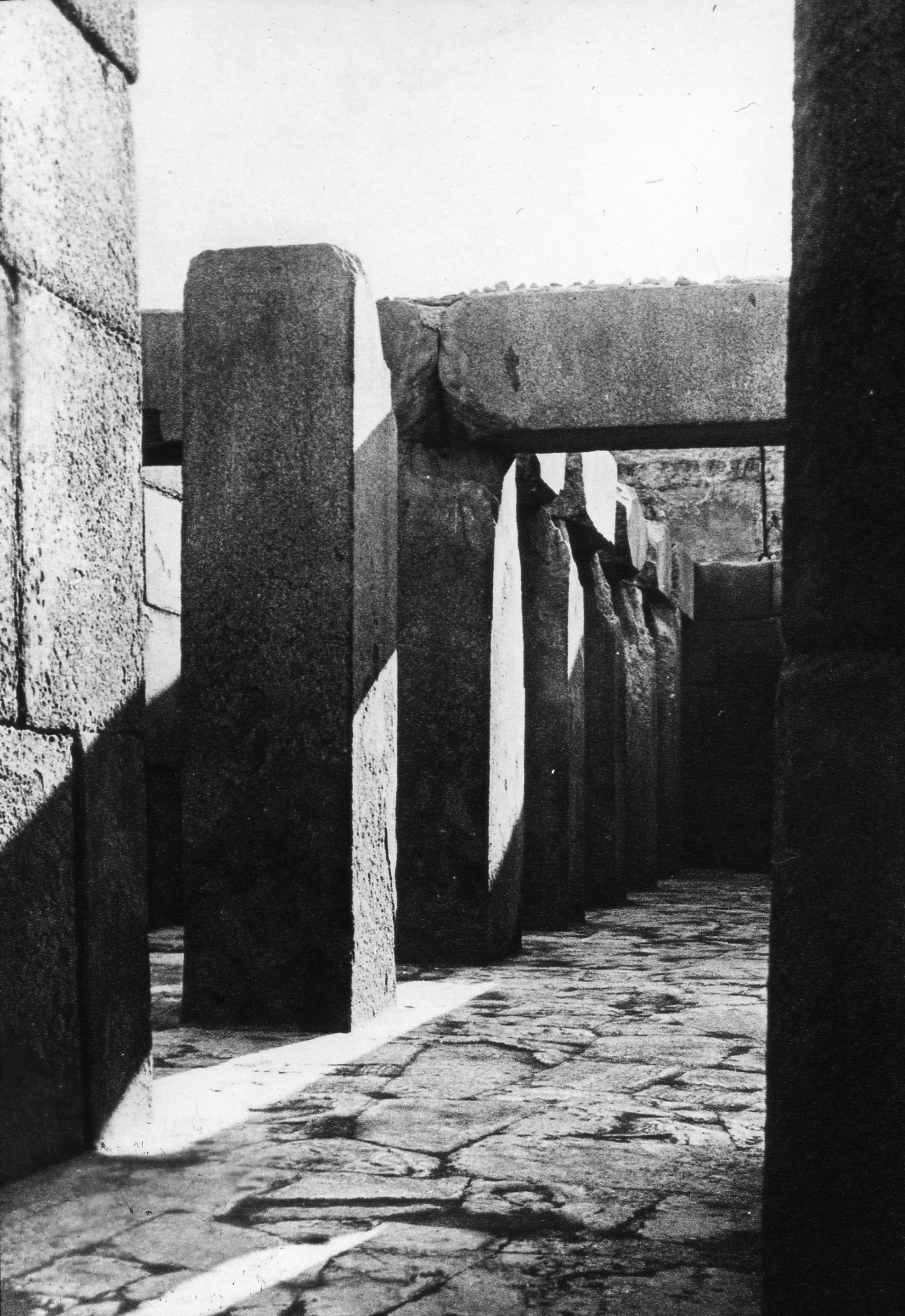
Hàng cột đá trong đền thờ của Khafre

Tình trạng của các ngôi đền của Khafre tốt hơn nhiều so với của Khufu, đặc biệt là đền thờ thung lũng của Khafre. Nó lớn hơn những ngôi đền trước đó và có đầy đủ tiêu chuẩn cho một đền thờ: một lối vào, một trụ cột lớn, 5 hốc tường để đặt những pho tượng, 5 phòng phụ để cất giữ đồ tùy táng và một phòng thờ bên trong. Có hơn 50 bức tượng của nhà vua với đủ mọi kích cỡ, nhưng đa phần đã bị chiếm đoạt bởi Ramesses II và các pharaon khác. Đền thờ được xây bằng các tảng đá lớn, gọi là cự thạch (phiến đá nặng nhất cũng khoảng 400 tấn).
Một con đường dài gần 50 mét dẫn vào ngôi đền. Hai bên hành lang là những cột đá chữ T, mỗi cột nặng hơn 100 tấn, nền được lót bằng thạch cao. Ngôi đền được phủ bằng thạch cao và đã bạc màu theo năm tháng. Bên trong ngôi đền được làm hoàn toàn bằng đá granite, cửa đền mở ra dẫn đến một đại sảnh rộng lớn. Đền không có bất cứ đồ vật gì ngoài 23 cái lỗ trên nền đất được dùng để cắm các pho tượng của Khafre, dường như chúng đã bị đánh cắp.
Một ngôi đền của nhân sư không có chứng thực của bất kỳ vị vua nào nhưng những điểm tương đồng trong cấu trúc đã khiến người ta nghĩ ngay đến của Khafre. Ngôi đền này không có mộ dấu hiệu nào là đã hoàn thành.